# Ampúrias

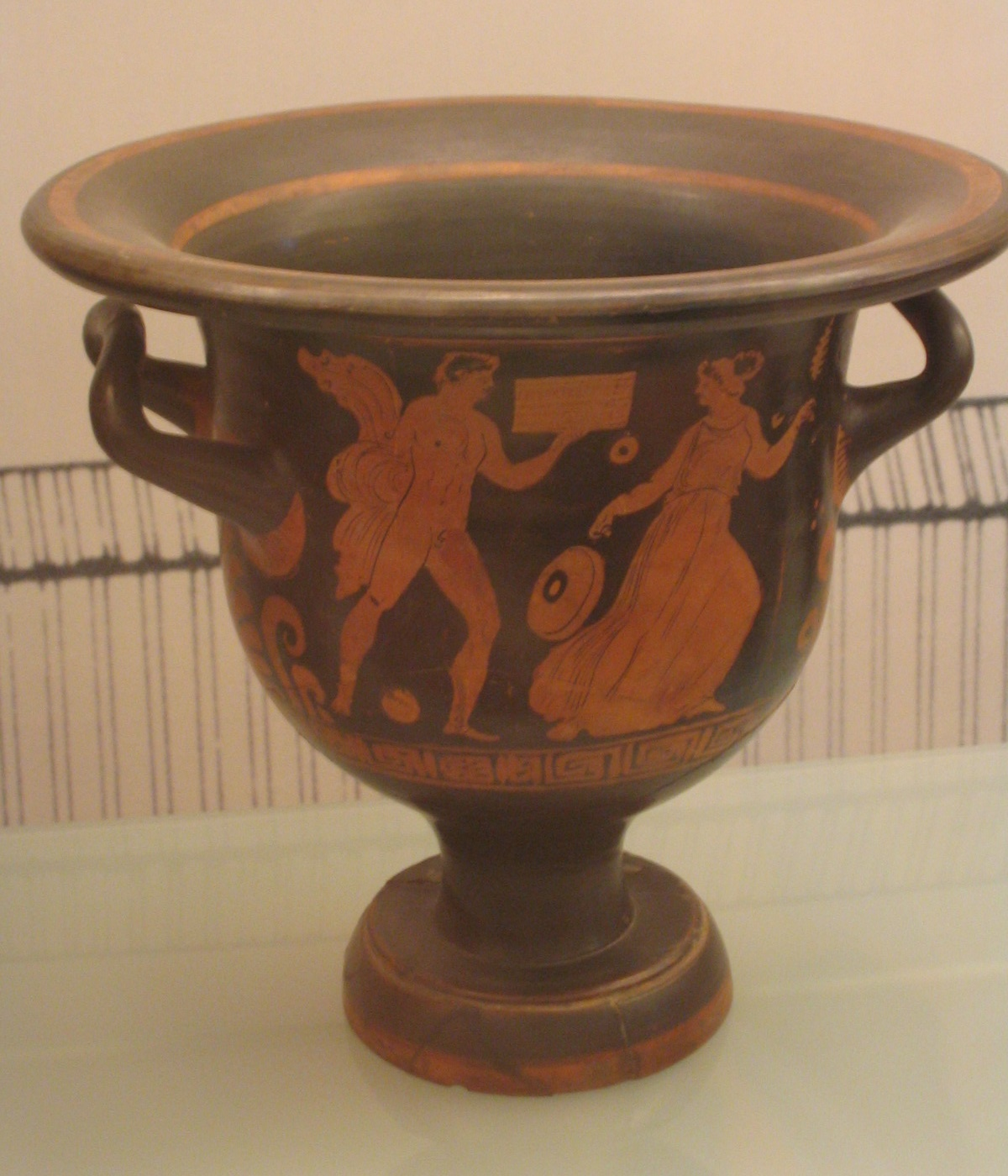
Vaso grego encontrado em Ampúrias.

Ampúrias (espanhol: Ampurias; catalão: Empúries) foi uma cidade fundada em 575 a.C. por colonos gregos oriundos da Focéia com o nome Εμπόριον (Emporion, "mercado"). Posteriormente ocupada pelos romanos, terminou abandonada na Alta Idade Média. As ruínas, consideradas os mais importantes vestígios arqueológicos gregos na Espanha, encontram-se na província espanhola de Girona, comarca catalã de Alt Empordà, na costa do Mediterrâneo.
Era conhecida como Empório (em latim: Emporium) no período romano.